# Télé-Gadget

Télé-Gadget était un magazine hebdomadaire français appartenant à la catégorie de la presse de télévision. Il avait été créé par Georges Rieu, Claude Boujon, Pierre Bellefroid et Danielle Juffet, anciens responsables du journal Pif Gadget, qui souhaitaient lancer un « programme radio et télévision » basé sur le même concept de « journal + gadget ». 
Un « numéro zéro » (« maquette de travail »), destiné aux « publicitaires et dépositaires », proposait les programmes de la semaine du 14 au 20 août 1971. Dans ce numéro, « Antoine vous [offrait] le gadget de l'été, le Muchachoc ».
Le premier numéro parut le 22 septembre 1971 et le dernier connu fut le n° 33 daté du 6 mai 1972. L'aspect du nouvel hebdomadaire était directement inspiré de Pif Gadget (format, dos carré collé, composition de la couverture associant un bandeau de titre et une photo). Le tirage était de 600 000 exemplaires.
Télé-Gadget est l'inventeur du concept « un journal + une vedette et son gadget ». Pif Gadget le reprendra à son compte lors de la disparition de Télé-Gadget avec sa série Scientipif (mars-avril 1971) proposée par Albert Ducrocq en  partenariat avec Europe 1. Ironiquement, les débuts du journal avaient été soutenus par de nombreuses publicités pour cette station de radio privée généraliste qui a également participé à l'élaboration d'un gadget, La pochette surprise Europe 1, dans le premier numéro.

## Contenu rédactionnel
L'essentiel du contenu reposait sur les programmes télévisés et des informations se rapportant à l'univers de la télévision. « Journal télé » destiné à des lecteurs adultes et s'adressant à un public populaire, Télé-Gadget empruntait la formule qui faisait le succès de Pif Gadget : chaque numéro offrait un « gadget télévision-radio » majoritairement pour les grandes personnes. Chaque cadeau était présenté par une ou des vedettes très connues des téléspectateurs, qui bénéficiaient de pages rédactionnelles en couleurs.
Un grand roman-feuilleton (Angélique Marquise des Anges), des bandes dessinées (dont Achille Talon, Les aventures du calife Haroun el Poussah, Les enquêtes du Commissaire Bourrel) faisaient de l'hebdomadaire un journal pour les classes populaires.
Un roman-photo, Vacances tous risques, apparu avec le n° 23, s'est terminé avec l'avant-dernier numéro.

## Les vedettes et leurs gadgets
Après le gadget du numéro 0, présenté par Antoine, le tout premier gadget du journal fut présenté par Guy Lux. Les autres cadeaux furent « offerts » par de nombreuses personnalités bien connues des téléspectateurs : des vedettes de la chanson (Sheila, Antoine, Mireille Mathieu, Dalida, Pierre Perret, Henri Salvador, Claude François, Annie Cordy…), des célébrités de la télévision (Pierre Bellemare, Roger Lanzac, Danièle Gilbert, Pierre Tchernia, François de Closets), des speakerines (Jacqueline Caurat, Denise Fabre, Jacqueline Huet, Catherine Langeais, Renée Legrand) ainsi que des fantaisistes (Thierry Le Luron, Roger Pierre et Jean-Marc Thibault) et quelques personnalités diverses (Madame Soleil, Raymond Oliver).
La plupart des objets étaient destinés aux adultes, mais on trouvait aussi un casse-tête, des jouets et même un gadget « à deux usages » (ludique et utilitaire). 
Le premier gadget, un jeu pyrotechnique (« un mini Intervilles »), était complété par un cadeau publicitaire : « La pochette surprise Europe 1 ». Plusieurs numéros ont suivi cet exemple et ont associé gadgets et cadeaux. 

## Les gadgets
- n° 0,  Le « Muchachoc », présenté par Antoine
- n° 1,  (feuillet pyrotechnique) (Intervilles), présenté par Guy Lux, et La pochette surprise Europe 1
- n° 2,  L'Astrorama (« Le gadget de Madame Soleil »), présenté par Sheila
- n° 3,  Le Cinétoscope, présenté par Antoine, et « Un gadget supplémentaire, un tour de cartes sensationnel » ; dans le même numéro, présentées par Pierre Sabbagh, « deux jolies cartes en couleurs représentant la Maison de l'O.R.T.F. », pouvaient être renvoyées : il s'agissait d'un jeu « Gagnez un téléviseur couleur par jour »
- n° 4,  La Perle Bleue d'Iran, présenté par Mireille Mathieu
- n° 5,  La lampe d'ambiance spéciale TV, présentée par Jacqueline Caurat, Denise Fabre, Jacqueline Huet, Catherine Langeais, Renée Legrand
- n° 6,  L'arbre magique (le Pin d'Autriche), présenté par les Frères Jacques,  les Parisiennes, Dani, Hugues Aufray, Annie Cordy, Séverine, Aimable, Serge Reggiani, Georgette Plana, Alain Barrière, Julien Clerc, Nicoletta, Colette Renard
- n° 7,  Le « multivitaminose » pour votre arbre et Le gadget géant de la Tour Eiffel (mots croisés), présenté par Dalida
- n° 8,  Rien que la vérité, présenté par Pierre Bellemare
- n° 9,  Le clou diabolique, présenté par Roger Lanzac, et Rien que la vérité - 72 nouvelles épreuves et les réponses commentées
- n° 10, Le tube musical, présenté par Roger Pierre et Jean-Marc Thibault
- n° 11, Le porte-monnaie gadget, présenté par Danièle Gilbert
- n° 12, Le Vinoscope, présenté par Raymond Souplex et L'astro-cadeaux, présenté par Sophie Darel
- n° 13, Les vraies baguettes chinoises, présenté par Pierre Perret
- n° 14, L'Auto-Vroom l'auto qui a du souffle (numéro de Noël, jouet non présenté par une vedette)
- n° 15, Le pendule, présenté par Marcel Amont
- n° 16, Des lunettes pour voir ce numéro [« Télé Gadget Relief »], présenté par Karin Petersen
- n° 17, 2 gadgets sécurité route : La raclette / Le luminuit, présenté par les Charlots
- n° 18, L'Oktavia, présenté par Henri Salvador
- n° 19, 12 crayons et un album pour colorier Astérix et Lucky Luke, présenté par René Goscinny
- n° 20, Une locomotive ancienne de collection, présenté par Pierre Tchernia
- n° 21, Tous les chemins mènent à la tour Eiffel (jeu de parcours ; les marques peuvent également servir de « picolive »), présenté par Petula Clark
- n° 22, Le casse-tête à Bibi, présenté par Maurice Biraud
- n° 23, Le ballon-fusée, présenté par Pierre Villepreux
- n° 24, Le cendrier gadget, présenté par Michèle Mercier
- n° 25, L'acrobate-gadget, présenté par Jean Richard
- n° 26, Les boutons de manchette gadget, présenté par Claude François
- n° 27, (avion équilibriste) (« Christian Marin : mon avion-gadget il ne tombe jamais ! »), présenté par Christian Marin
- n° 28, Le yoyo-gadget, présenté par Thierry Le Luron
- n° 29, Les osselets, présenté par Annie Cordy
- n° 30, (insignes) (« Comme les astronautes américains portez les insignes d'Apollo 16 »), présenté par François de Closets
- n° 31, Le bracelet-gadget, présenté par Sylvie Vartan
- n° 32, (séparateur à œufs) Le gadget de Raymond Oliver et ses fameuses recettes aux œufs, présenté par Raymond Oliver
- n° 33, 2 gadgets-auto (« Le F gadget » [plaque "F" pour voiture] et « 12 voitures décoratives », autocollants pour décorer verres à apéritif, carreaux de salle de bains, cartables ou assiettes), présenté par Jean Yanne.
- un numéro 34, prévu, n'est pas connu. Son gadget était annoncé ainsi, sur fond de carte routière : « Droit au but avec le prochain GADGET de Télé-Gadget ».

## Bandes dessinées et illustration

### Séries de bande dessinée
- Vidocq et Cie, inspiré de la série télévisée Vidocq, de Daniel Billon (dessin) et Jean Ollivier (scénario).
- Chevalier Méhée de La Touche de Florenci Clavé (dessin) et Pierre Castex (scénario).
- Films tous risques de Jacques Devaux.
- Achille Talon de Greg (reprise).
- Iznogoud de Jean Tabary (dessin) et René Goscinny (scénario), (reprise).

### Illustrations et jeux
- Angélique, Marquise des anges, roman-feuilleton inspiré de la série filmique, de Angelo Di Marco (dessin).
- Les Enquêtes du commissaire Bourrel, série d'énigmes inspirée de la série télévisée Les Cinq dernières minutes, de Loÿs Pétillot (dessin), Jean-Paul Rouland et Claude Ollivier (scénario).
- Pages jeux animées par Gil Das, Henri Crespi.

## Les éditeurs
Au cours de sa brève existence, Télé-Gadget a eu deux éditeurs : Mondiopresse (62 boulevard de Sébastopol, Paris 3e) et U.N.I.D.E. (170 bis boulevard du Montparnasse, Paris 14e).